# Źródła (Chodaczów)
Źródła – część wsi Chodaczów w Polsce, położona w województwie podkarpackim, w powiecie leżajskim, w gminie Grodzisko Dolne.
W latach 1975–1998 Źródła administracyjnie należały do województwa rzeszowskiego.